# Суперкубок острова Сан-Вісенті з футболу
Суперкубок острова Сан-Вісенті з футболу або Super-Taça de São Vicente — суперкубок острова Сан-Вісенті з футболу, який проводиться щорічно, починаючи з 2004 року. Розігрується між переможцем чемпіонату та володарем острівного кубку.

## Переможці
- 2004/05: Дербі
- 2005/06: Мінделенше
- 2006/07: Академіка (Мінделу) переграв Дербі
- 2007/08: Мінделенше переграв Дербі
- 2008/09: невідомо
- 2009/10: Батукуе (футбольний клуб)
- 2010/11: невідомо
- 2011/12: Батукуе (футбольний клуб)
- 2012/13: Фалькоєш[1][2]
- 2013/14: Батукуе (футбольний клуб) переграв Дербі[3][4]
- 2014/15: Мінделенше[5]

## Перемоги по клубах
| Клуб                      | Перемог | Переможні роки   |
| ------------------------- | ------- | ---------------- |
| Батукуе (футбольний клуб) | 3       | 2010, 2012, 2014 |
| Мінделенше                | 3       | 2006, 2008, 2015 |
| Академіка (Мінделу)       | 1       | 2007             |
| Дербі                     | 1       | 2005             |
| Фалькоєш                  | 1       | 2013             |